# Homalomena pyrospatha
Homalomena pyrospatha là một loài thực vật có hoa trong họ Ráy (Araceae). Loài này được Bogner mô tả khoa học đầu tiên năm 2007.